# Csípős fásgereben
A csípős fásgereben (Hydnellum peckii) a Bankeraceae családba tartozó, Eurázsiában és Észak-Amerikában elterjedt, fenyvesekben élő, nem ehető gombafaj. 

## Megjelenése
A csípős fásgereben kalapja 3-10 (20) cm széles, alakja először bunkós, kissé domború, majd párnás; idősen laposan vagy bemélyedően kiterül. Széle szabálytalan, néha lebenyes, lekerekített; idősen éles. Felszíne egyenetlen, gödörkés, bársonyos-nemezes. Színe fiatalon fehéres vagy halványrózsaszín, majd barnásrózsás, idősen barna, végül feketés színű lesz. Fiatalon vér- vagy borvörös színű folyadékcseppeket izzad. Földtől mért magassága 3-10 cm. 
Húsa szívós, rostos, parafaszerű; színe rózsásbarna, zónázott. Szaga nem jellegzetes vagy kellemetlenül édeskés, íze égetően csípős. 
Termőrétege tüskés, a tönkre is mélyen lefutó. A tüskék 1-5 mm-esek, a széle felé rövidebbek. Színük fehéres, rózsásfehér, majd rózsásbarna, szürkésbarna. 
Tönkje 3-6 cm magas és 1-3 cm vastag. Alakja tömzsi, vaskos, sokszor szabálytalan, lefelé vékonyodhat, a tövénél gumós. Színe a kalapéhoz hasonló felszíne nemezes-bársonyos, gyakran rátapadnak a talajszemcsék, növényi maradványok. 
Spórapora barna. Spórája kerek vagy széles ellipszis alakú, felszíne laposan gumós, mérete 4,5-5 x 3,5-4,7 µm.

### Hasonló fajok
A fiatal példányokhoz a nem csípős izzadó fásgereben, az idősekhez a gödörkés fásgereben vagy a bársonyos fásgereben hasonlíthat. 

## Elterjedése és termőhelye
Eurázsiában és Észak-Amerikában honos. Magyarországon ritka.
Savanyú talajú hegyvidéki fenyvesekben él, főleg luc alatt. Augusztustól októberig terem. 

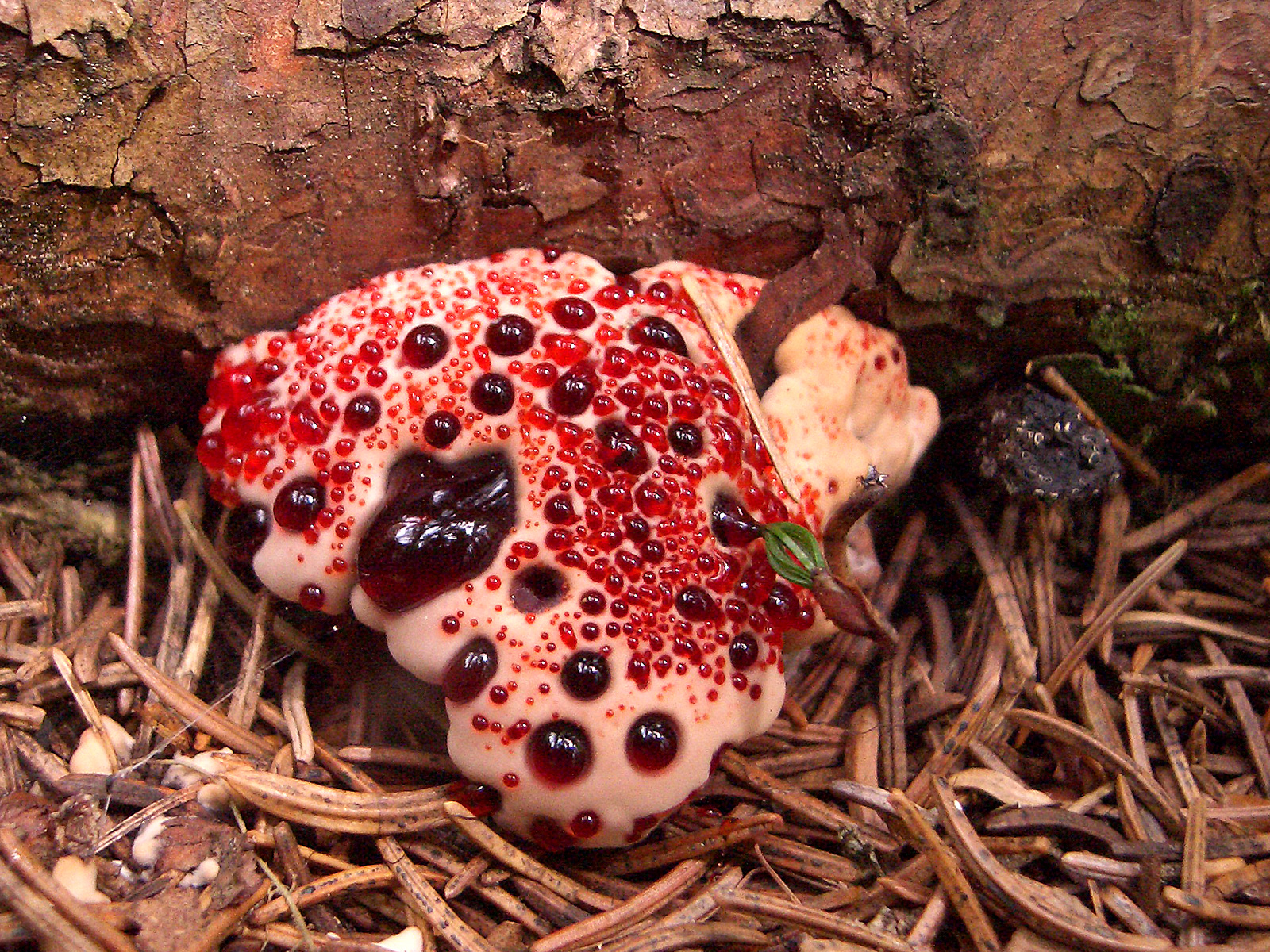
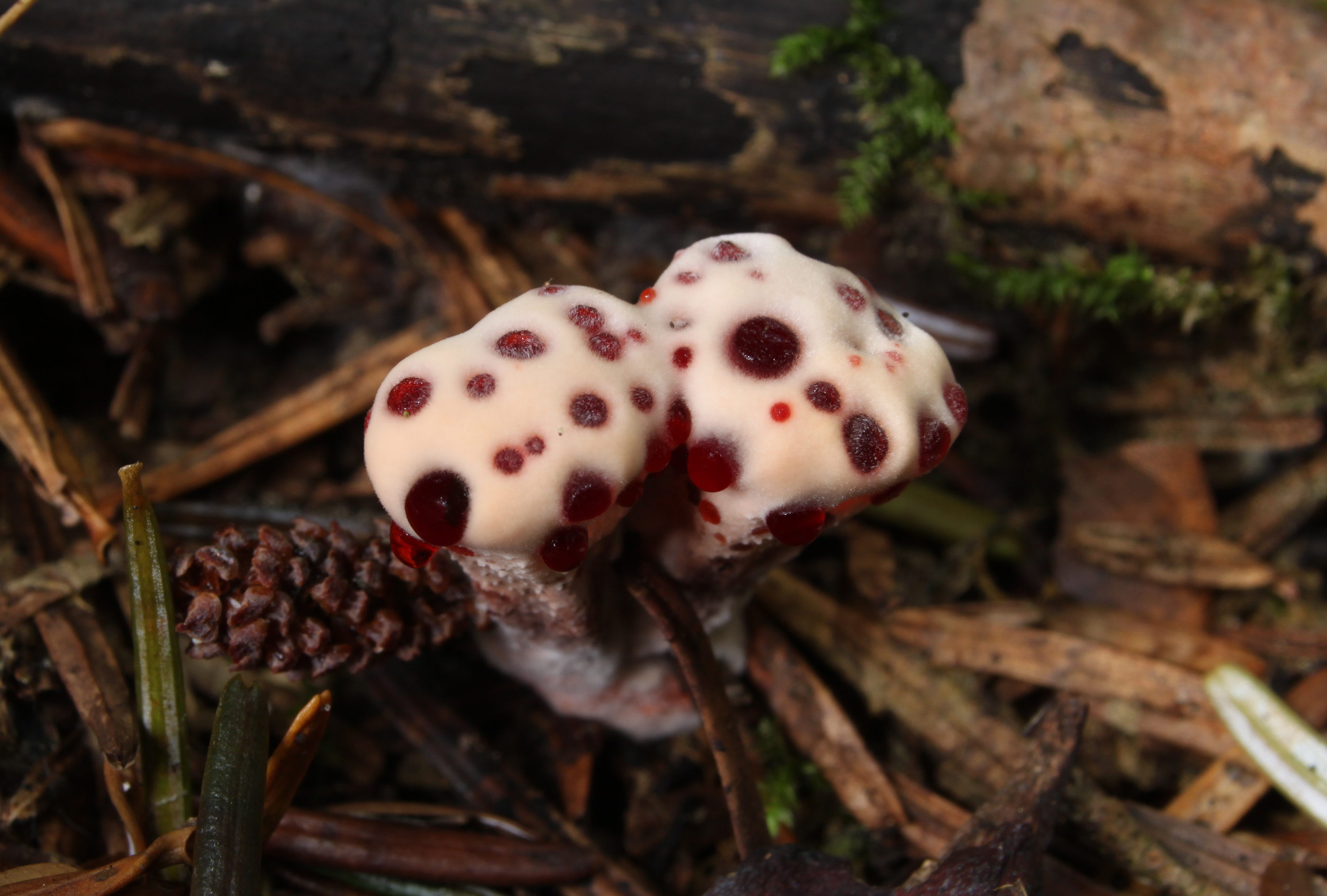
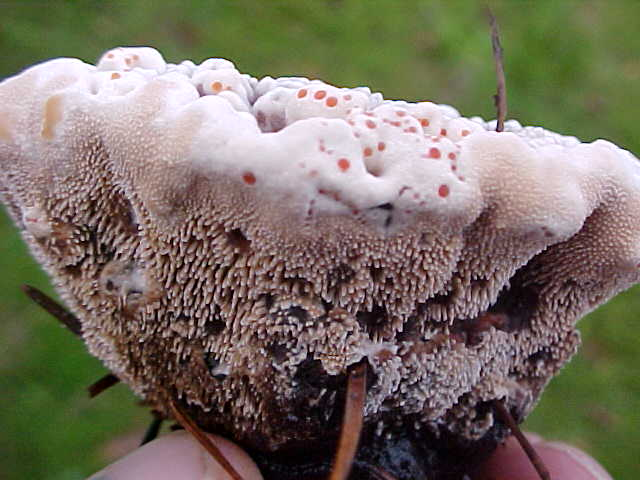
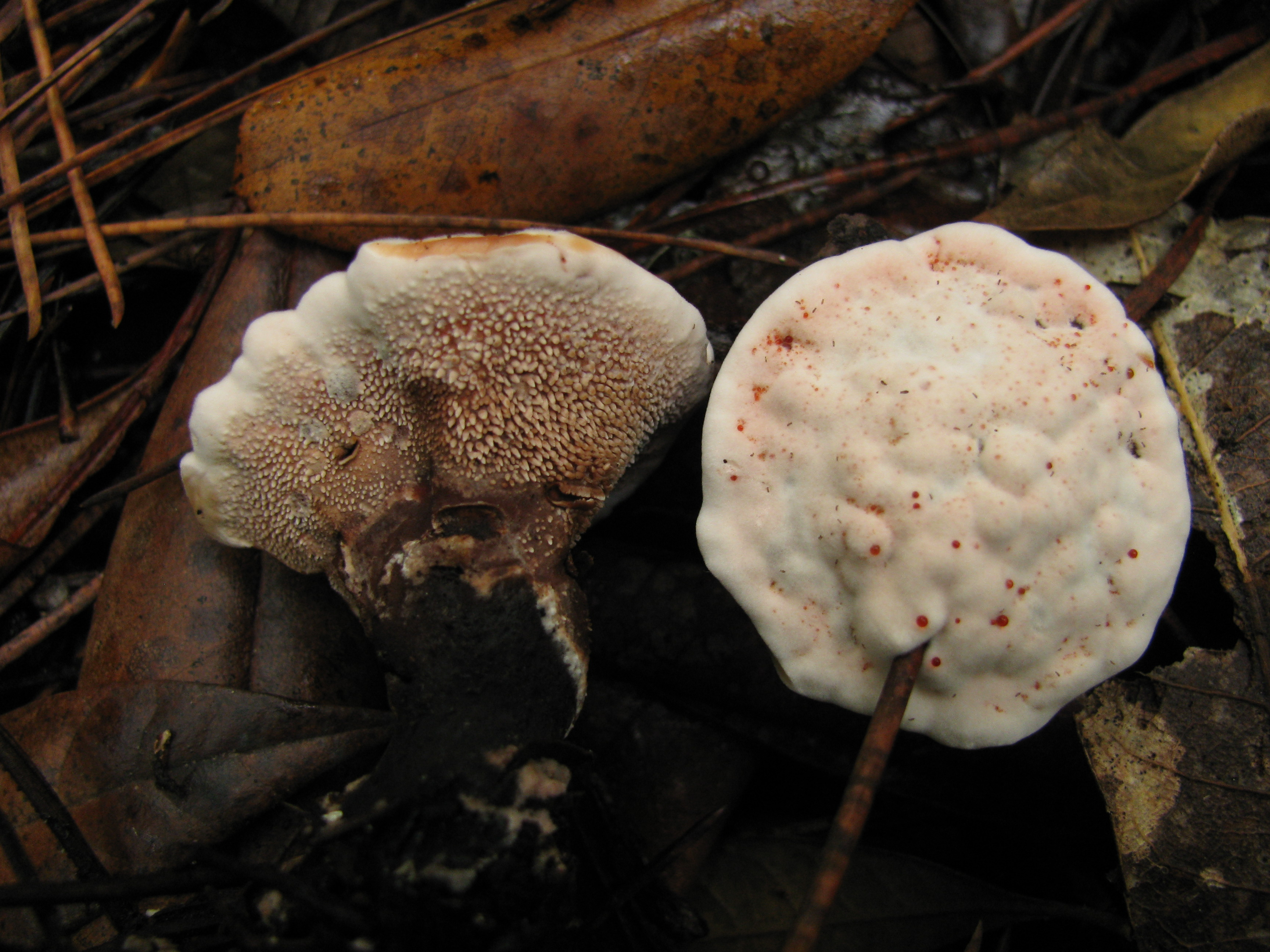
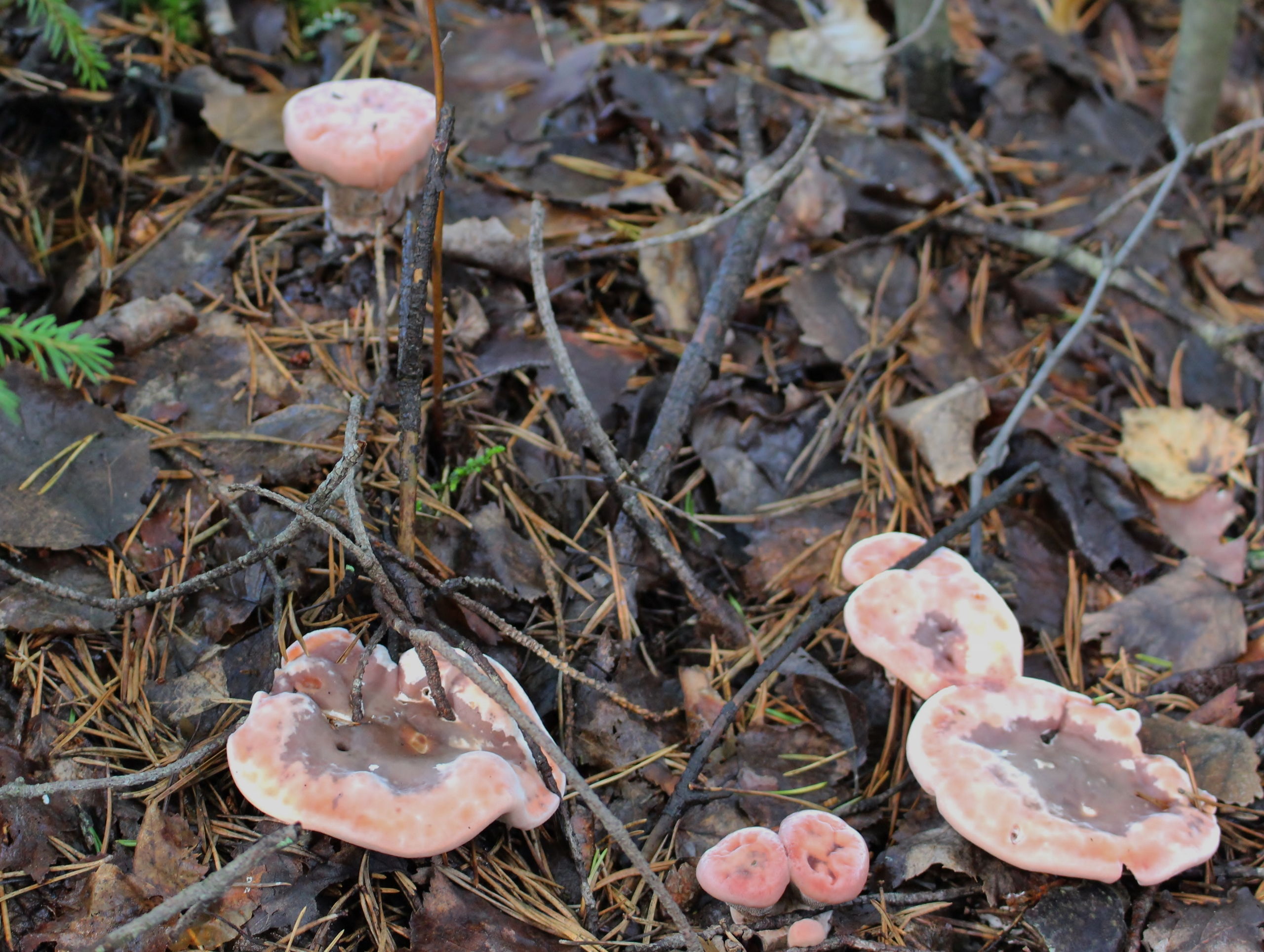

Nem ehető.